# 17 Leporis
17 Leporis, eller SS Leporis, som är stjärnans variabelnamn, är en dubbelstjärna i den östra delen av stjärnbilden Haren. Den har en skenbar magnitud smvarierar mellan ca 4,82 och 5,06 och är synlig för blotta ögat där ljusföroreningar ej förekommer. Baserat på parallaxmätning inom Hipparcosuppdraget på ca 4,5 mas, beräknas den befinna sig på ett avstånd på ca 730 ljusår (ca 222 parsek) från solen. Den rör sig bort från solen med en heliocentrisk radialhastighet på ca 19 km/s.

## Egenskaper
Primärstjärnan 17 Leporis A är en blå till vit stjärna i huvudserien av spektralklass A1 V. Den har en massa som är ca 2,7 solmassor, en radie som är ca 18 solradier  och utsänder ca 1 900 gånger mera energi än solen från dess fotosfär vid en effektiv temperatur på ca 9 000 K.
17 Leporis, eller SS Leporis är en variabel, dubbelsidig spektroskopisk dubbelstjärna av Z Andromedae-typ, som varierar mellan magnitud +4,82 och 5,06 med en period av 260,34 dygn.
Spektrumet för 17 Leporis avslöjar att huvudstjärnan som följeslagare har en röd jätte av spektralklass M6 III. Det snäva paret bildar en symbiotisk dubbelstjärna med pågående massöverföring från jätten till den hetare huvudstjärnan. Jätten verkar inte fylla sin Roche-lob, så massöverföringen kommer genom stjärnvind från jätten. Paret är omgivet av ett skal och en stoftskiva, där det förra döljer linjerna från A-stjärnan.